# Natalja Dmitrijewna Iwanowa
Natalja Dmitrijewna Iwanowa (russisch Наталья Дмитриевна Иванова, englische Transkription Natalja Ivanova; * 2. Oktober 1967) ist eine russische Badmintonspielerin. 

## Karriere
Natalja Iwanowa siegte 1991 bei den USSR International. 1992 und 1993 gewann sie bei den russischen Badmintonmeisterschaft insgesamt drei Goldmedaillen. 1991 und 1993 nahm sie an den Badminton-Weltmeisterschaften teil.